# Journal of Chromatography B
Das Journal of Chromatography B. Analytical Technologies in the Biomedical and Life Sciences, abgekürzt J. Chromatogr. B, ist eine wissenschaftliche Zeitschrift, die vom Elsevier-Verlag veröffentlicht wird. Die erste Ausgabe erschien im Jahr 1958. Derzeit erscheint die Zeitschrift mit 25 Ausgaben im Jahr. Die Zeitschrift veröffentlicht Artikel, die sich mit Trennmethoden in der Biologie und der biomedizinischen Wissenschaft beschäftigen. Neben den chromatographischen Methoden werden auch elektrophoretische und Affinitäts-basierte Trennverfahren in den Artikeln berücksichtigt.
Der Impact Factor lag im Jahr 2019 bei 3,004. Nach der Statistik des ISI Web of Knowledge wurde das Journal 2014 in der Kategorie Biochemische Forschungsmethoden an 32. Stelle von 79 Zeitschriften und in der Kategorie analytische Chemie an 22. Stelle von 74 Zeitschriften geführt.
Chefredakteur ist David S. Hage, Lincoln, Vereinigte Staaten von Amerika.